# Pressagny-l’Orgueilleux
Pressagny-l’Orgueilleux település Franciaországban, Eure megyében. Lakosainak száma 696 fő (2022. január 1.). Pressagny-l’Orgueilleux Notre-Dame-de-l’Isle, Vernon, Saint-Marcel, La Chapelle-Longueville és Vexin-sur-Epte községekkel határos.

## Népesség
A település népességének változása:
| Lakosok száma | 232  | 482  | 617  | 725  | 706  | 706  | 706  | 697  | 696  | 696  |
|               | 1968 | 1982 | 1990 | 2006 | 2013 | 2015 | 2017 | 2019 | 2020 | 2022 |